# Bibliothèque Carnegie (Reims)
Pour les articles homonymes, voir Bibliothèque Carnegie (homonymie).
La bibliothèque Carnegie est, au sein du réseau des médiathèques et bibliothèques de la Ville de Reims, la bibliothèque consacrée à l'étude et au patrimoine. Construite dans un style Art déco à partir de 1921, elle a été inaugurée le 10 juin 1928 par le président de la République Gaston Doumergue et de l'ambassadeur américain Myron T. Herrick.

## Histoire
La bibliothèque Carnegie de Reims doit son nom au philanthrope américain Andrew Carnegie. Sa construction fut en effet rendue possible, au lendemain de la Première Guerre mondiale, par une aide exceptionnelle de la dotation Carnegie pour la paix internationale.

### Les origines de la bibliothèque municipale de Reims
Le noyau initial des collections de livres de la ville de Reims fut en grande partie constitué par la confiscation, en 1764, des collections du collège jésuite de la ville à la suite de la suppression de la Compagnie de Jésus. Quelques décennies plus tard, ce premier noyau fut enrichi par les confiscations révolutionnaires : la bibliothèque accueille ainsi les collections des abbayes Saint-Remi et Saint-Nicaise, et surtout de celle du chapitre cathédral de la ville. On estimait alors à 65 000 imprimés et 1 000 manuscrits les collections entreposées dans les dépôts littéraires de la ville.
Au XIXe siècle, la bibliothèque s'enrichit de divers dons, en particulier celui du sénateur Victor Diancourt. En 1818, une salle de lecture pour la consultation des collections de la bibliothèque fut ouverte au premier étage de l'hôtel de ville. Louis Paris, Eugène Courmeaux, Henri Jadart se sont succédé comme bibliothécaire-archiviste de la ville de Reims.

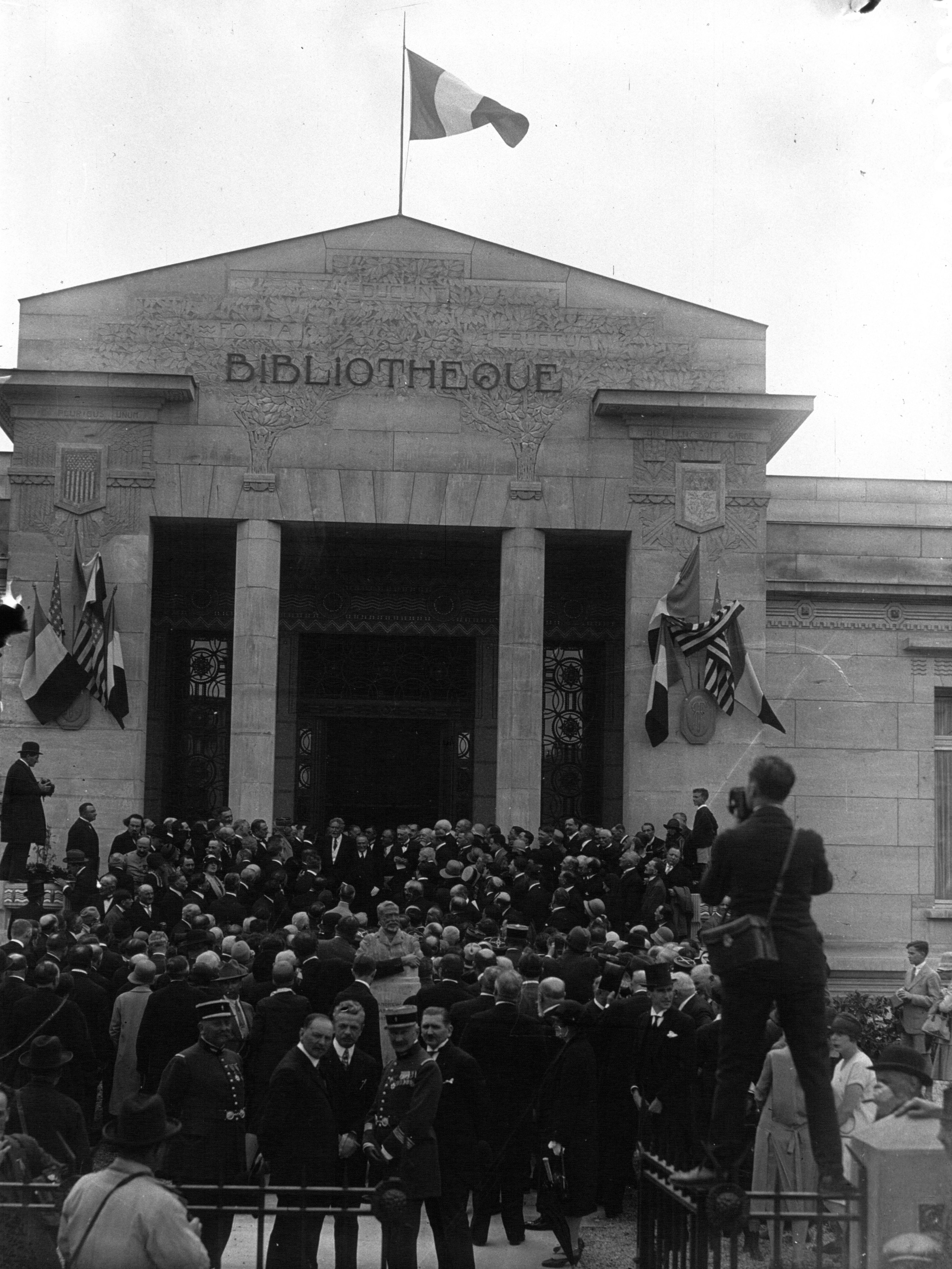
Le président et l'ambassadeur des États-Unis inaugurent la bibliothèque en 1928.
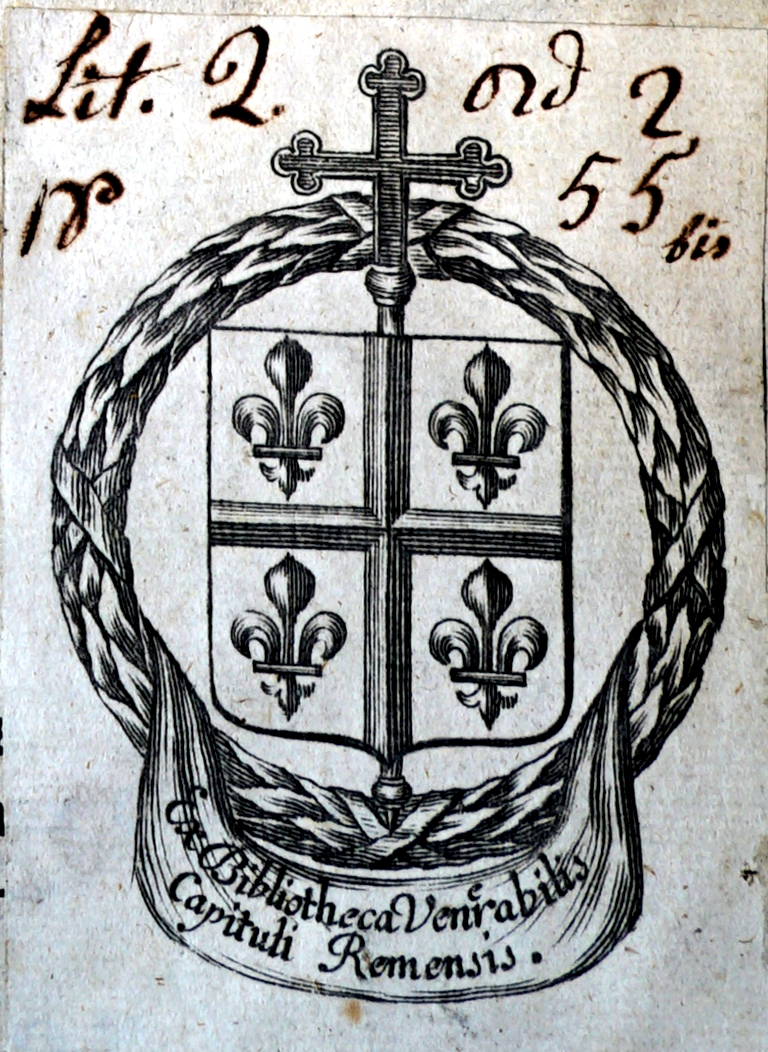
Chapitre cathédral.
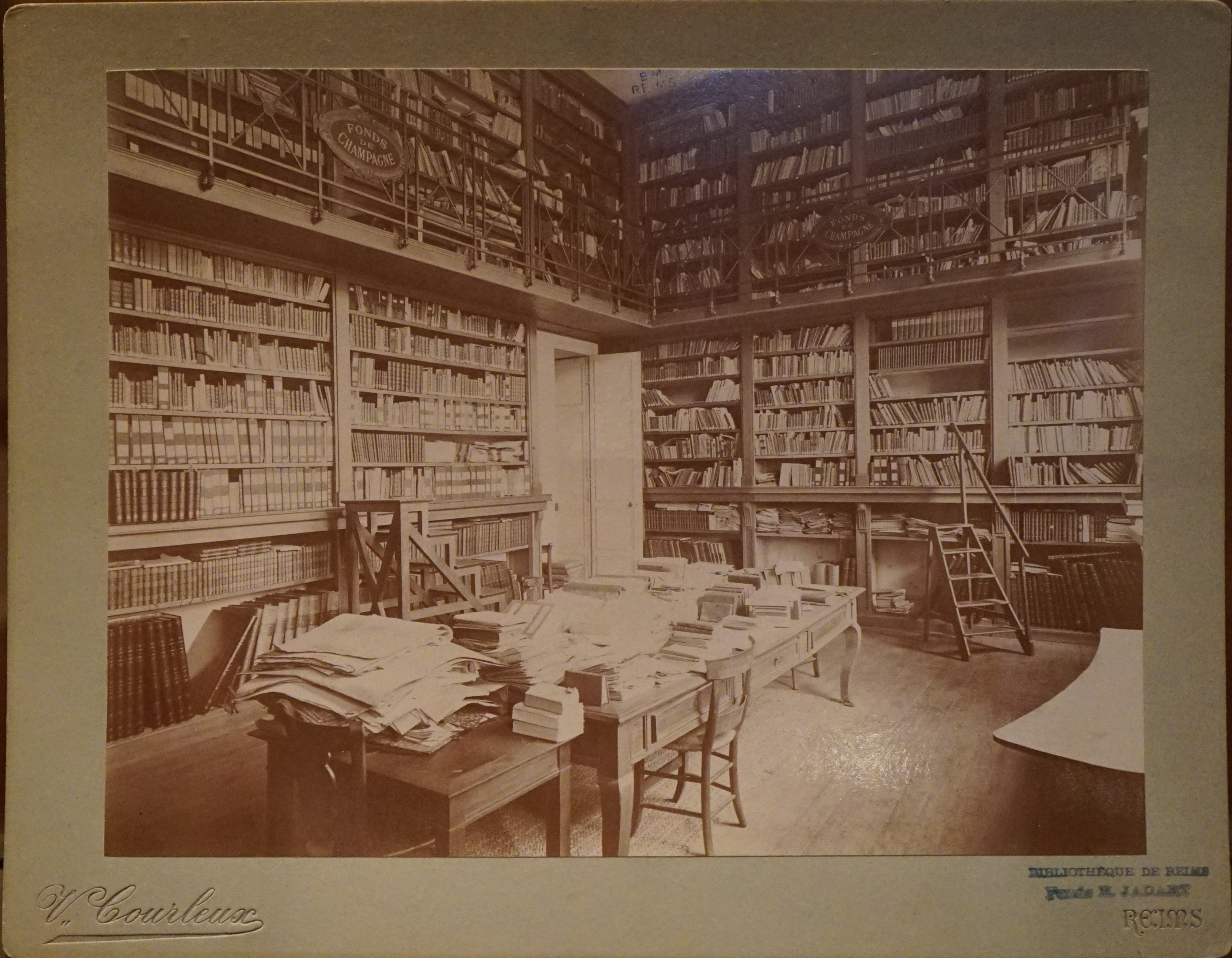
La bibliothèque dans la mairie,
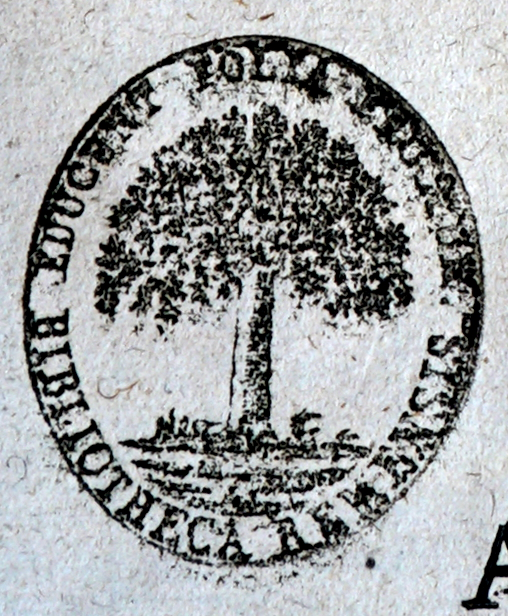
Tampon de saisies révolutionnaires.

### Le projet de construction de la bibliothèque Carnegie de Reims
Le 3 mai 1917, un obus incendiaire détruisit l'hôtel de ville de Reims. Cependant, une partie des collections les plus précieuses avaient pu être mises à l'abri à Paris ou dans les caves de l'église Sainte-Clotilde.
Par une résolution du 20 avril 1917 confirmée le 16 décembre 1918, la dotation Carnegie pour la paix internationale décida de consacrer 500 000 dollars à des opérations de reconstruction dans les régions dévastées de Belgique, de France, de Serbie et de Russie. Sur cette somme, 200 000 dollars furent attribués à la ville de Reims pour lui permettre de se doter d'une nouvelle bibliothèque.

## Architecture et décoration

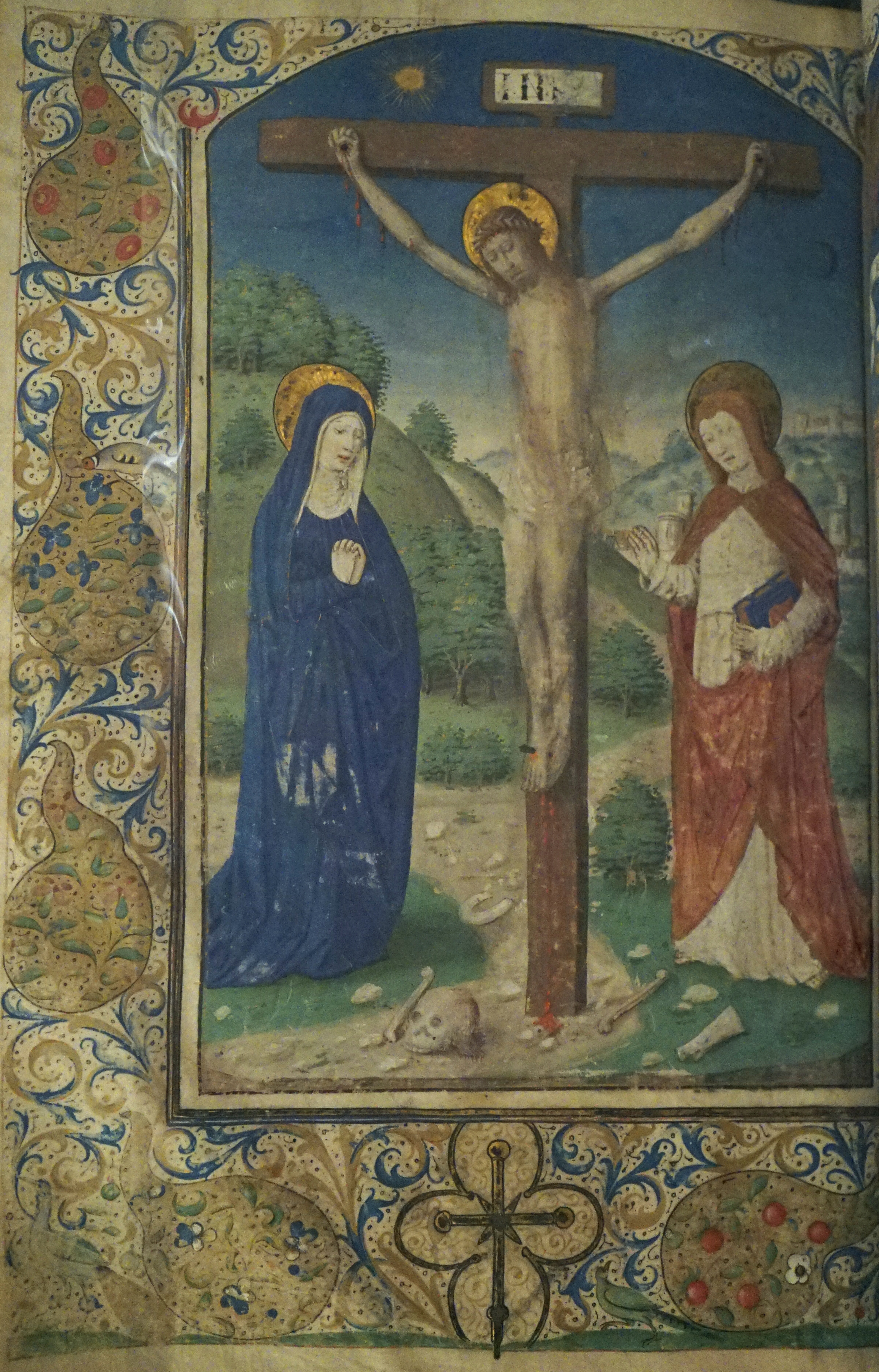
Un Christ souffrant du Ms 233 Missale plenarium, ad usum ecclesiae Beatae Mariae Parisiensis, manuscrit en latin du XV.

Les plans de la bibliothèque furent conçus par l'architecte Max Sainsaulieu. Ce dernier effectua au préalable un voyage d'étude destiné à faire profiter la nouvelle bibliothèque des tout derniers développements de la bibliothéconomie. La bibliothèque Carnegie est aujourd'hui considérée comme un chef-d'œuvre du style Art déco en France :
- La grande porte d'entrée en fer forgé, réalisée par l'entreprise Schwartz-Haumont, fut primée à l'Exposition des arts décoratifs de 1925.
- Les motifs du fronton furent dessinés par le sculpteur rémois Édouard Sediey.
- Les mosaïques du péristyle d'entrée furent conçues par A. Biret.
- Les mosaïques et la décoration du hall d'entrée furent réalisées par les marbreries Merbès-Sprimont d'après des cartons du décorateur Henri Sauvage, elles sont sur deux thèmes :
  - l'activité intellectuelle, poésie, philosophie, théologie, histoire, législation, médecine, chimie, arts décoratifs, beaux-arts, musique ;
  - l'activité physique ou commerciale, imprimerie, commerce, tissage, agriculture, viticulture, sport, aviation, transport, finance.
- Les murs du hall d'entrée sont lambrissés de panneaux en onyx d'Algérie et de bandes de marbre vert.
- Le lustre du grand hall d'entrée fut dessiné par le maître verrier rémois Jacques Simon.
- Les trois baies vitrées et la verrière zénithale de la salle de lecture furent dessinées par le maître verrier nancéien Jacques Gruber.
- Les peintures de la salle de lecture, représentant des motifs floraux, ont été réalisées par Madeleine Lacourt.

Le bâtiment fut entièrement rénové entre 2003 et 2005 par les architectes Jean-Loup Roubert et Jacques Bléhaut.

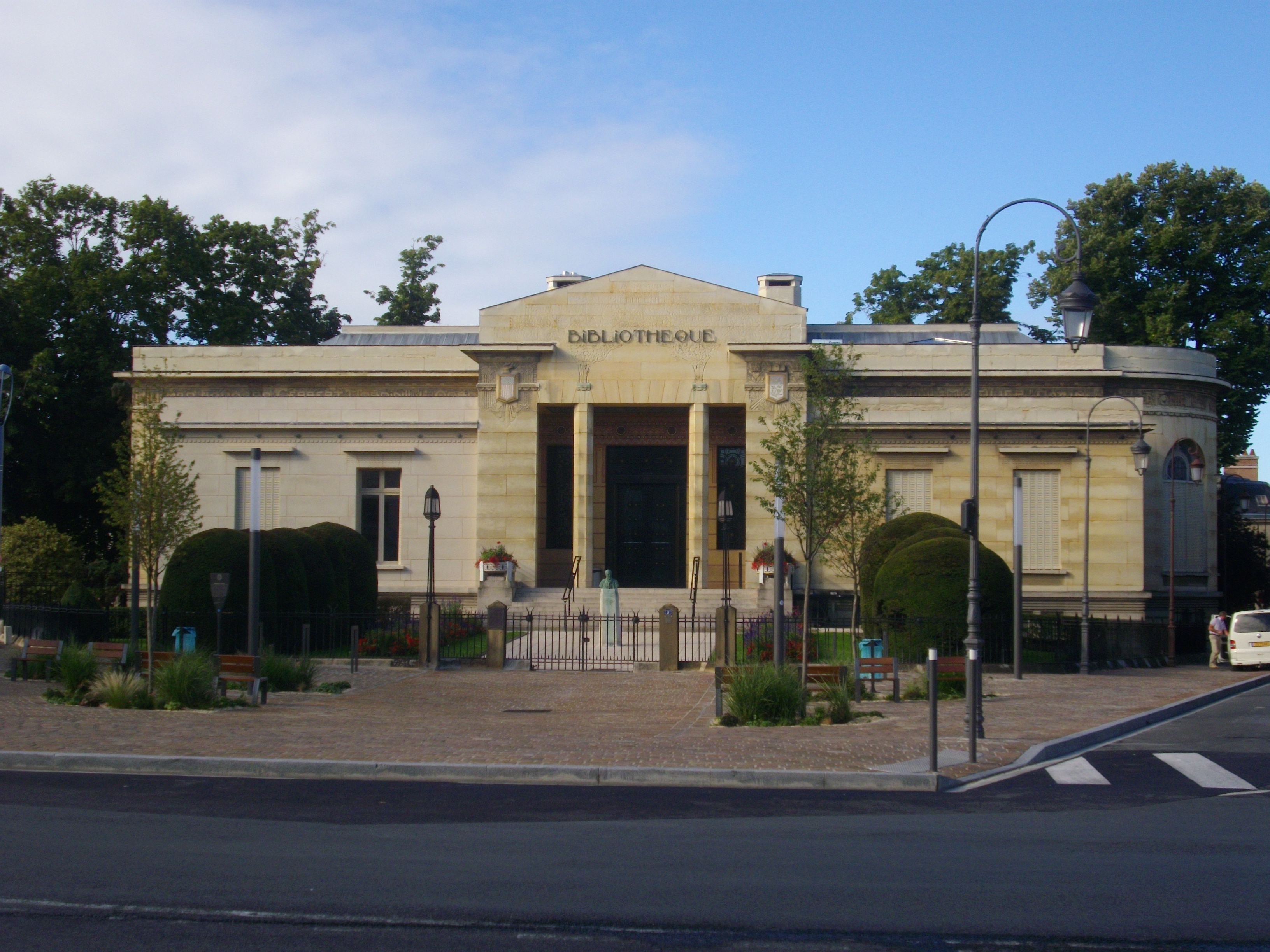
L'entrée,
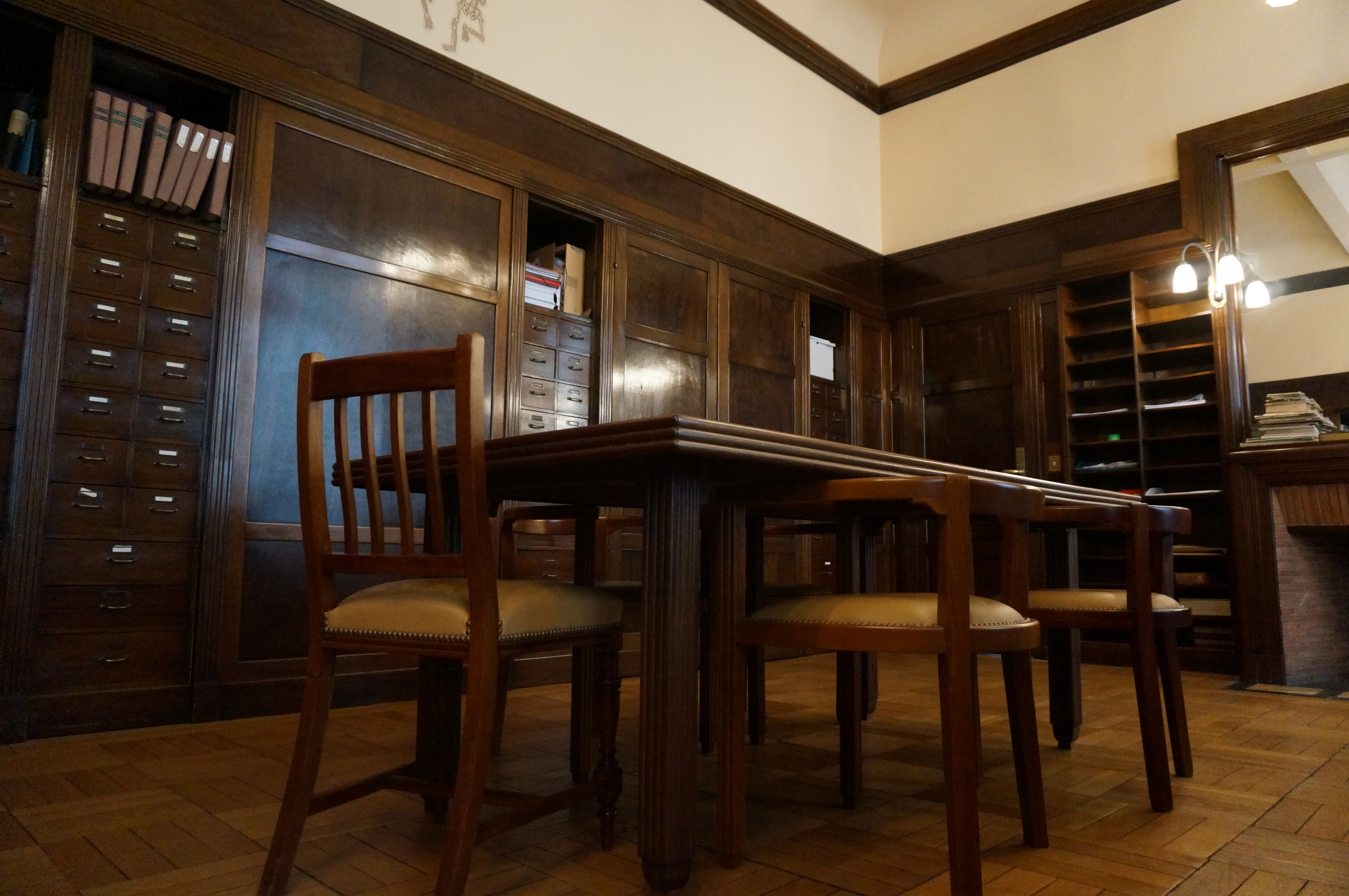
boiseries du bureau du conservateur,
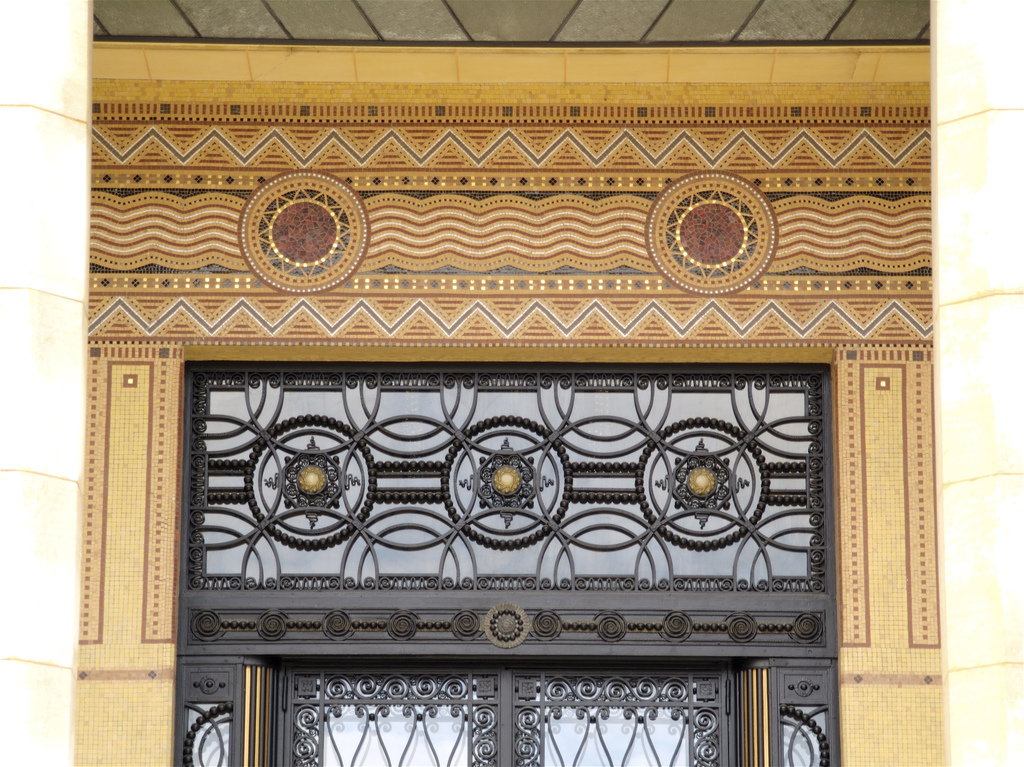
décor en fer forgé du péristyle,
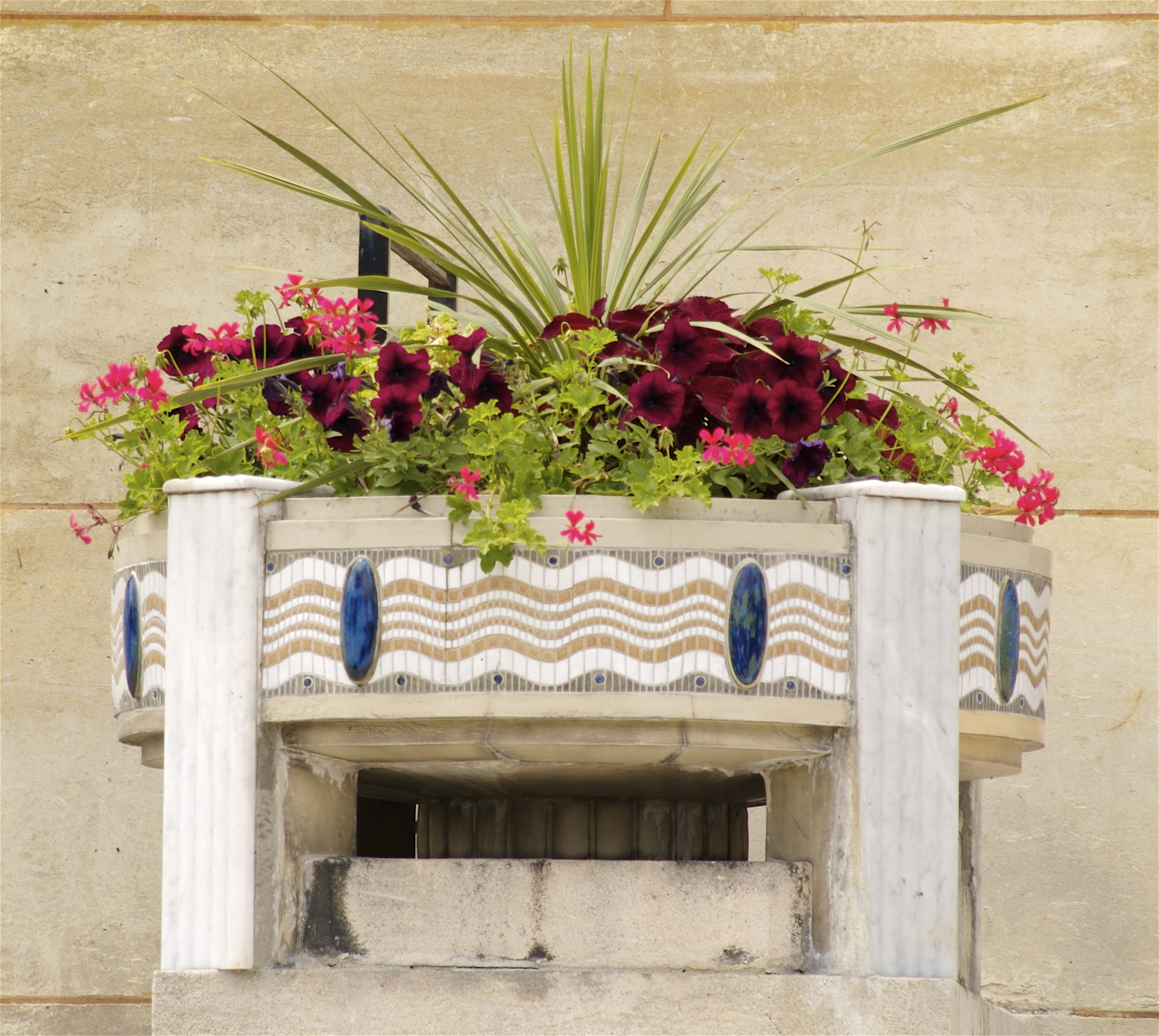
nature et Art déco.

## Collections
Jusqu'à l'ouverture de deux nouvelles médiathèques en 2003, la bibliothèque Carnegie était la principale bibliothèque publique de la ville de Reims. Depuis sa réouverture au public en 2005, elle est essentiellement consacrée à l'étude, à la conservation et à la mise en valeur du patrimoine.
Les collections de la bibliothèque Carnegie comportent actuellement environ 400 000 documents patrimoniaux et documents d'étude, parmi lesquels :
- 3 000 manuscrits, dont 800 manuscrits médiévaux (parmi lesquels environ 50 manuscrits de l'époque carolingienne) ;
- 100 000 livres imprimés du XVIe au XVIIIe siècle. Parmi eux, 8 000 livres rares, dont 220 incunables ;
- 25 000 volumes et 60 000 documents iconographiques consacrés à Reims et à la région Champagne-Ardenne ;
- 30 000 romans policiers ;
- des fonds spécialisés sur la ’Pataphysique et sur le groupe littéraire Le Grand Jeu ;
- une importante collection de documents sur l'affaire Dreyfus, constituée à partir des dons de Pol Neveux et Fernand Labori.

## Galerie de photographies

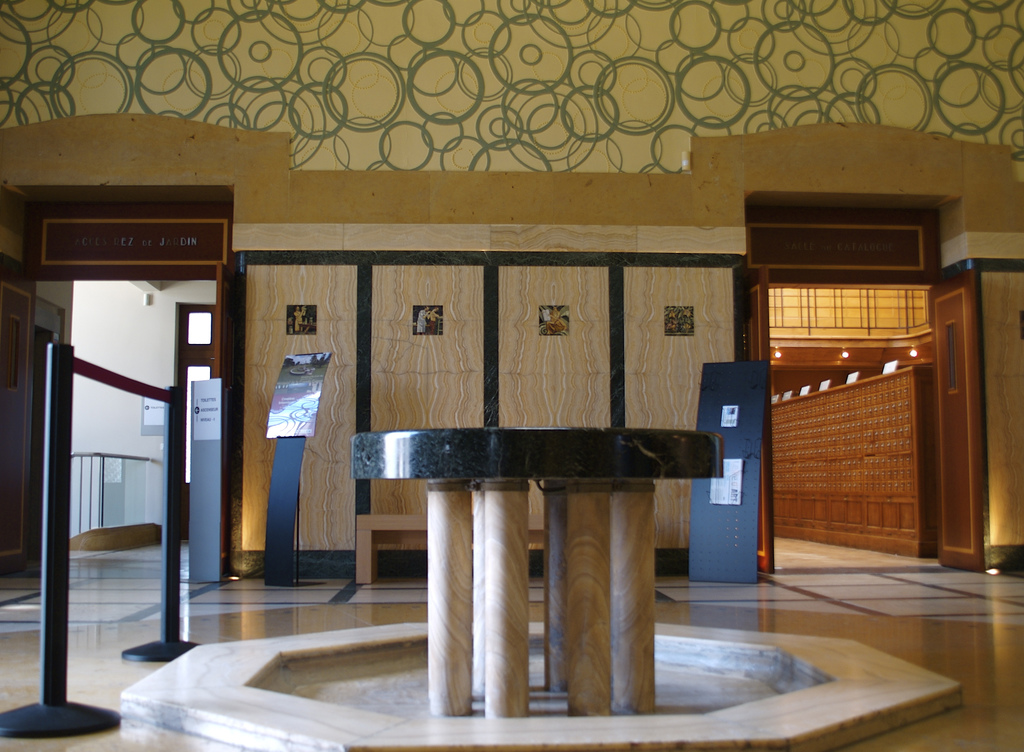
Le grand hall avec sa fontaine (éteinte).
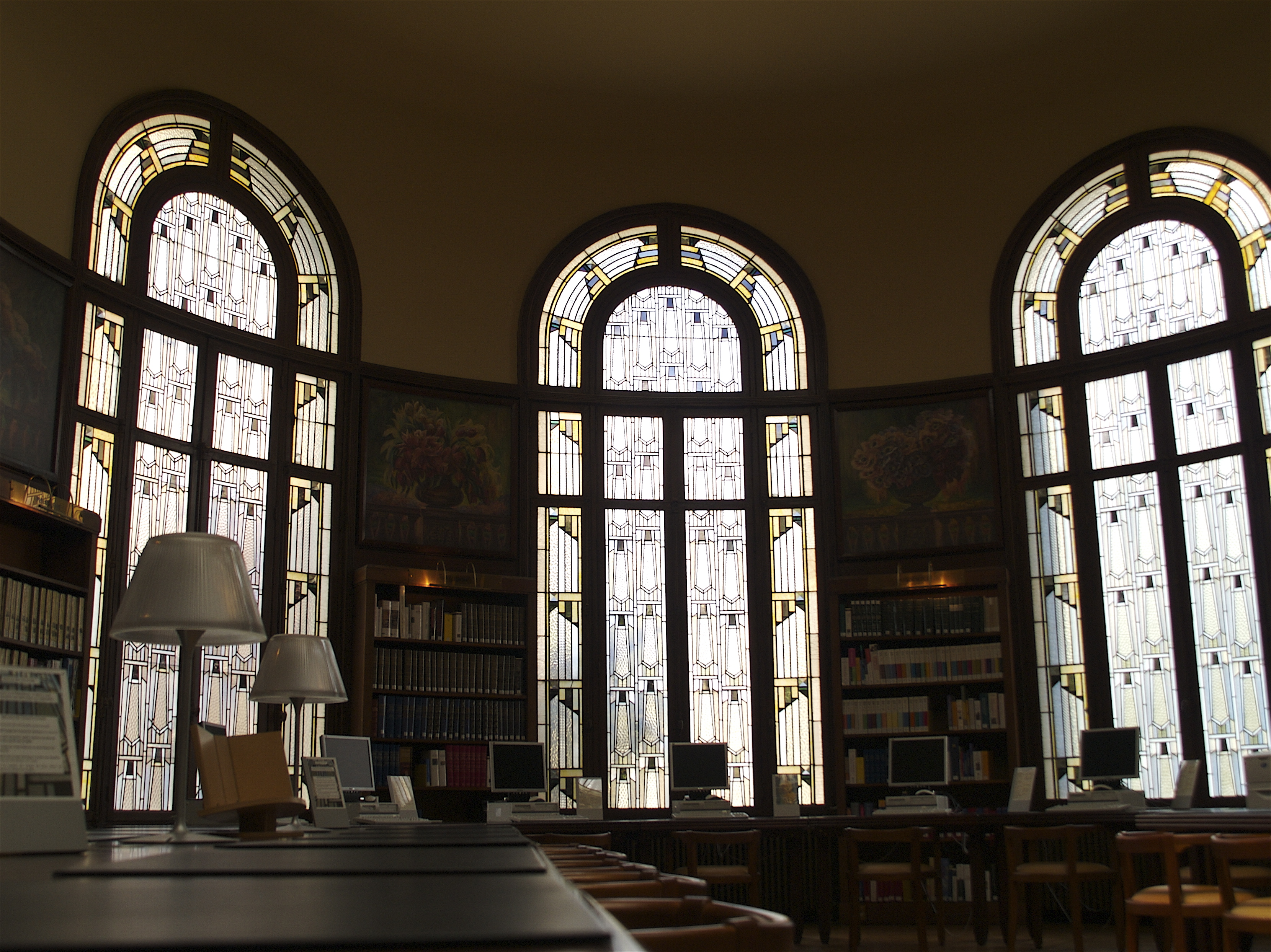
Salle de lecture avec des verrières de Gruber.
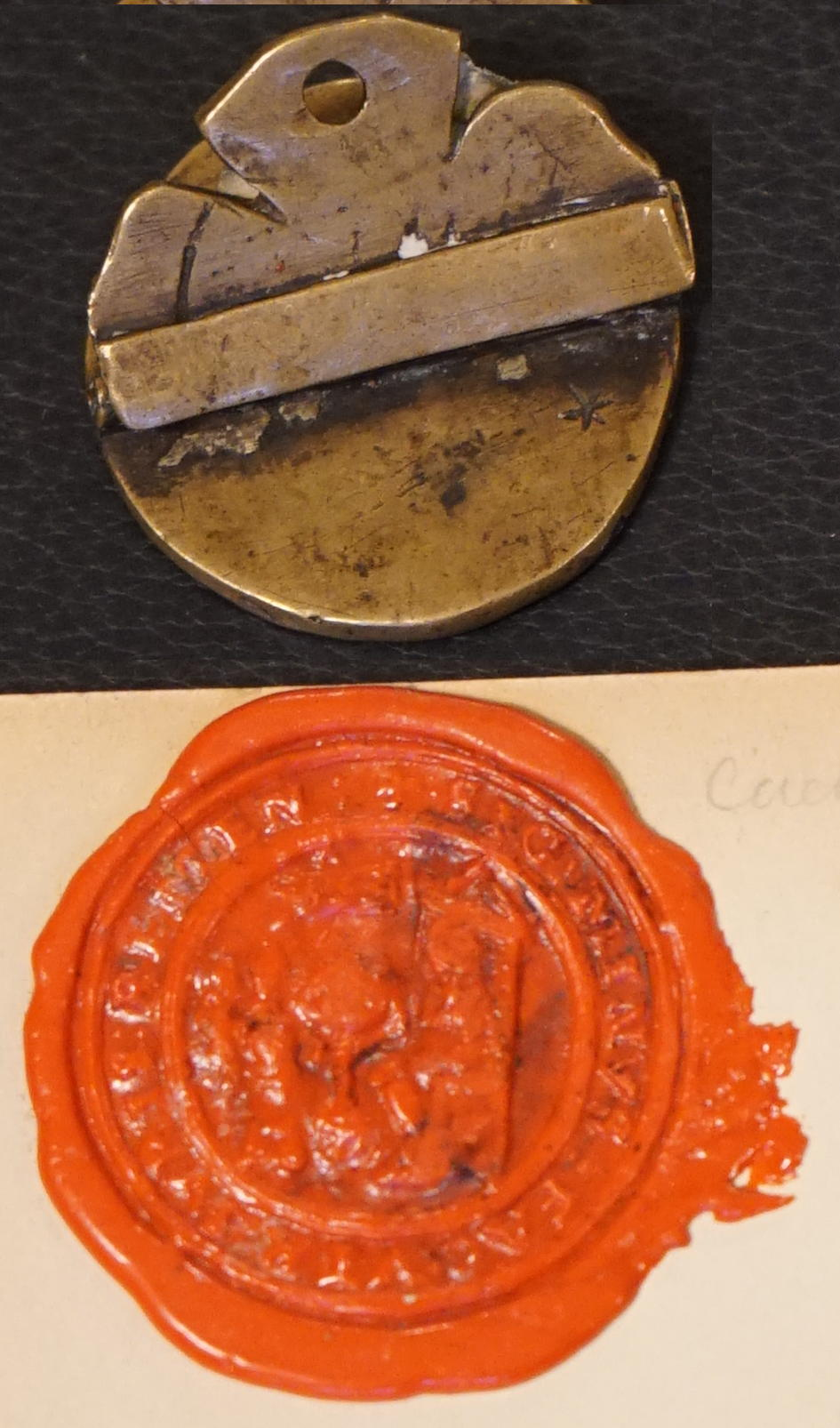
Cachet et matrice de la faculté de droit, fonds Guelliot.

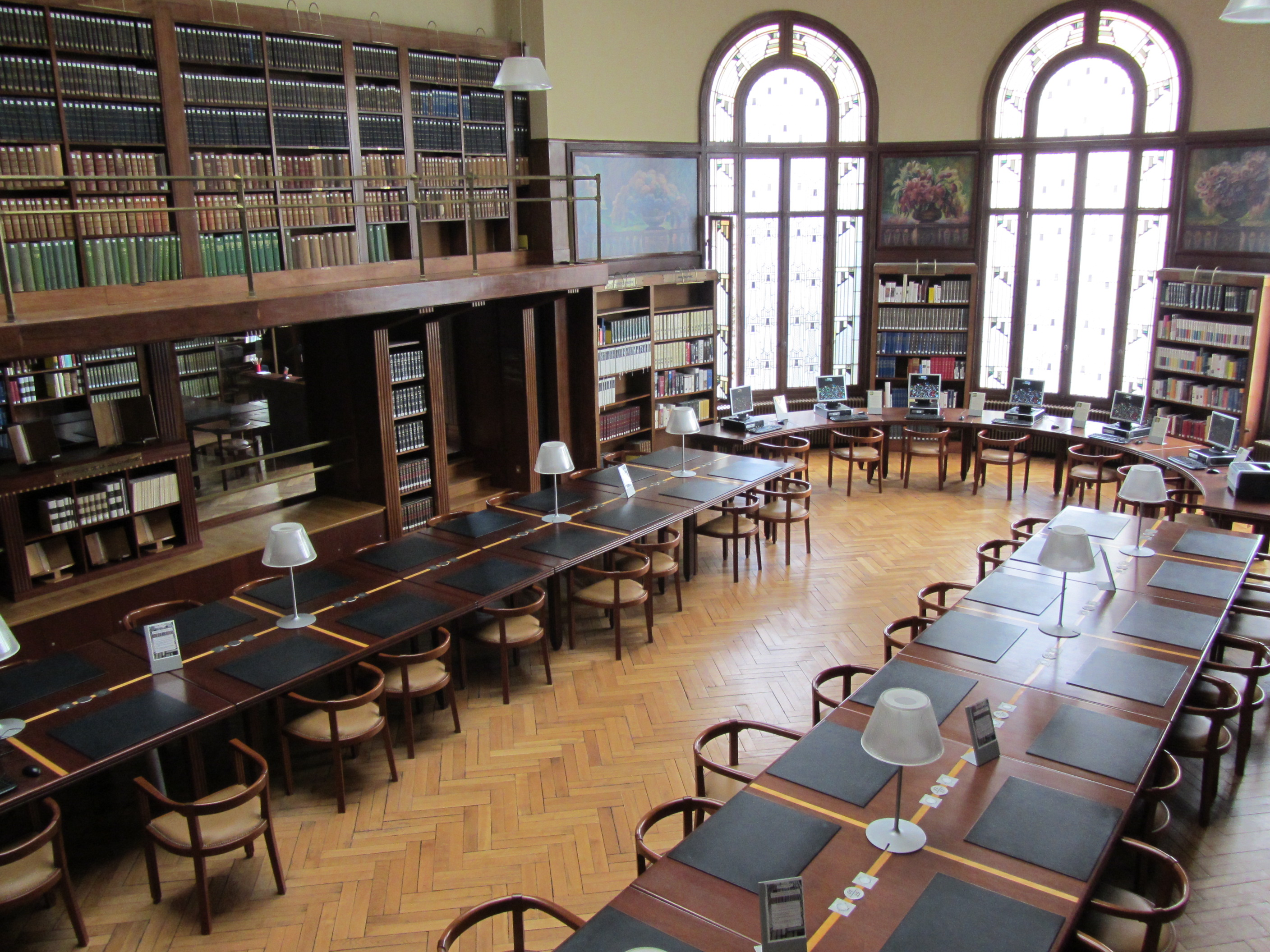
Salle de lecture de la bibliothèque Carnegie.
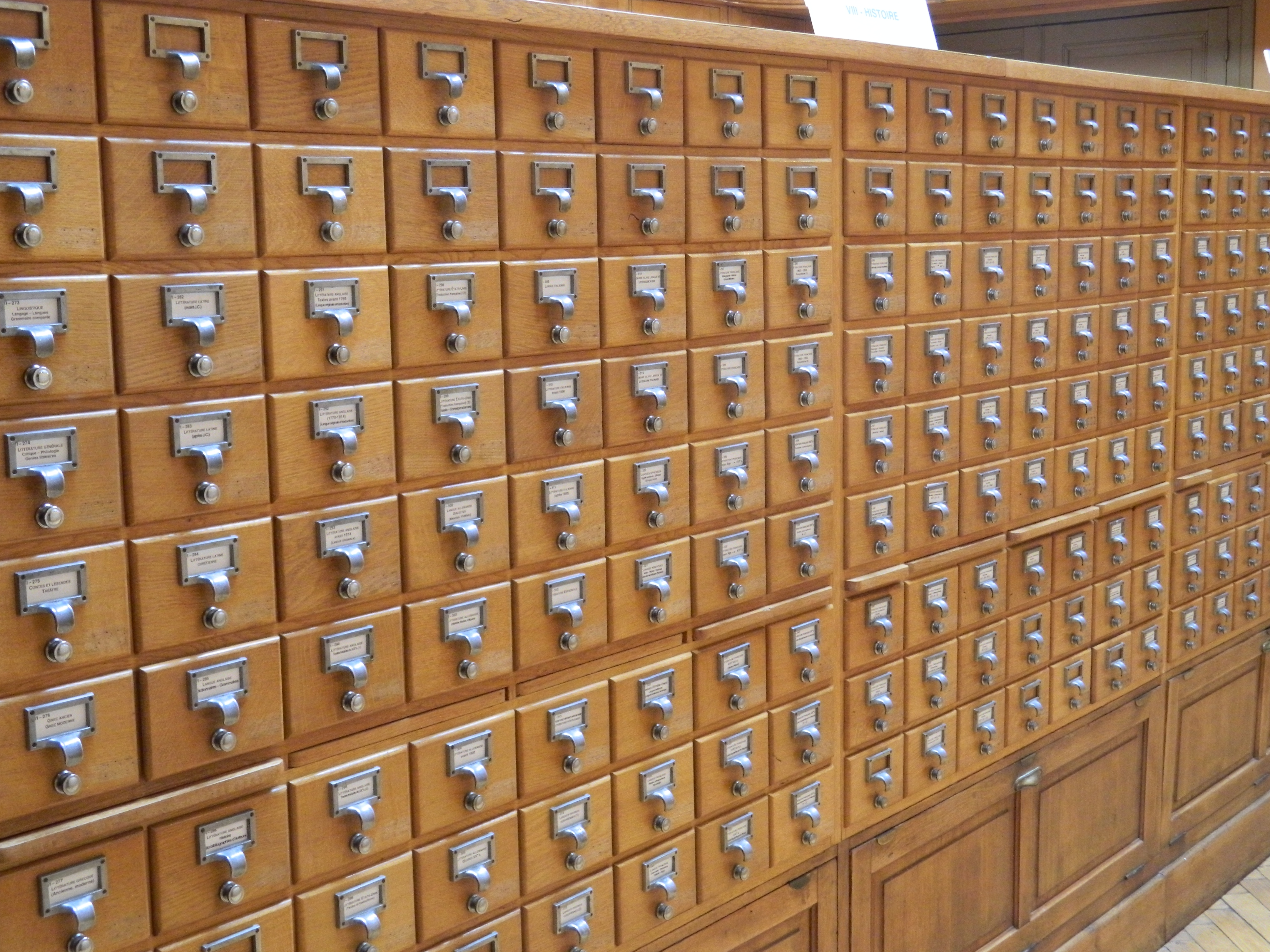
Salle du catalogue.
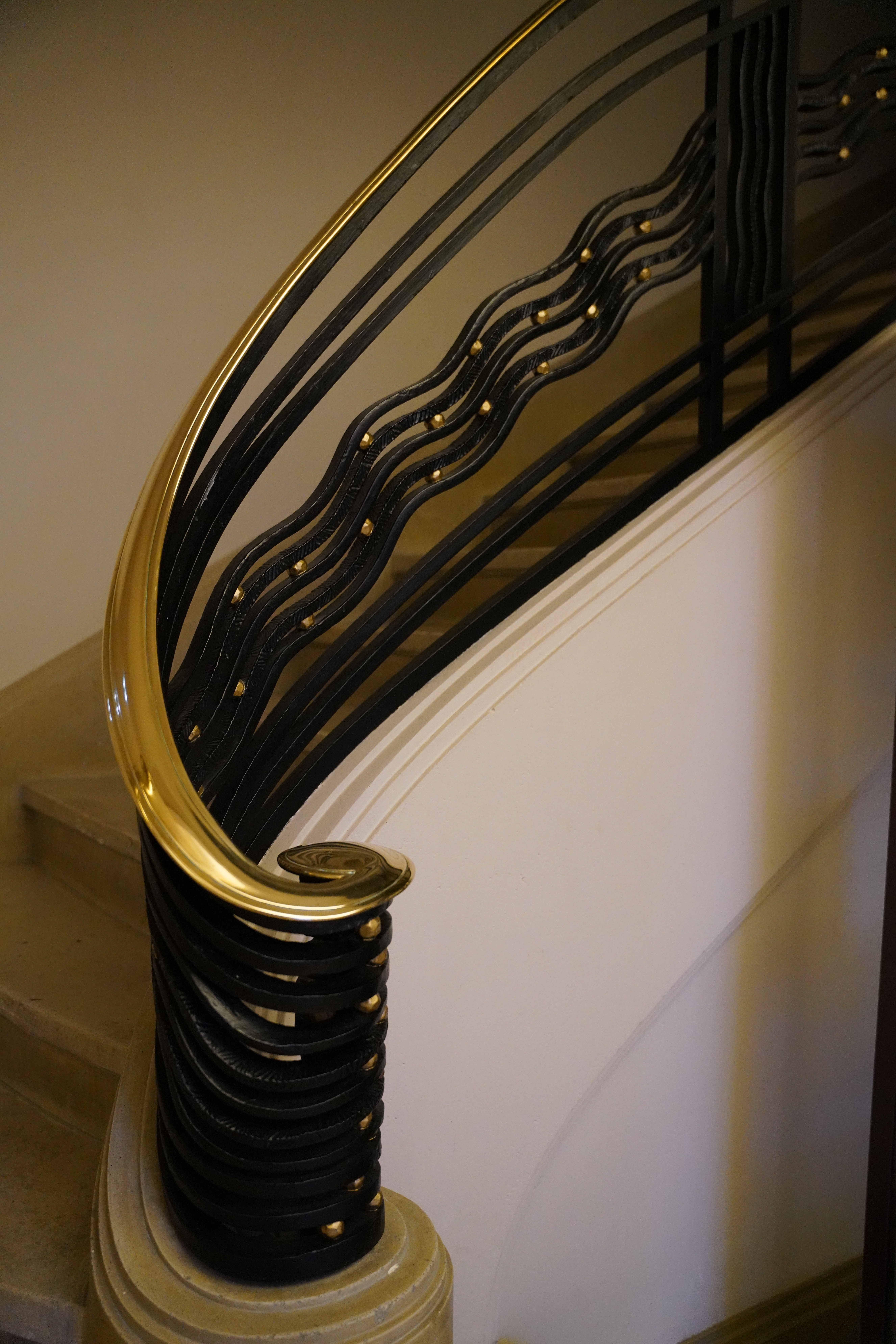
Ferronerie.
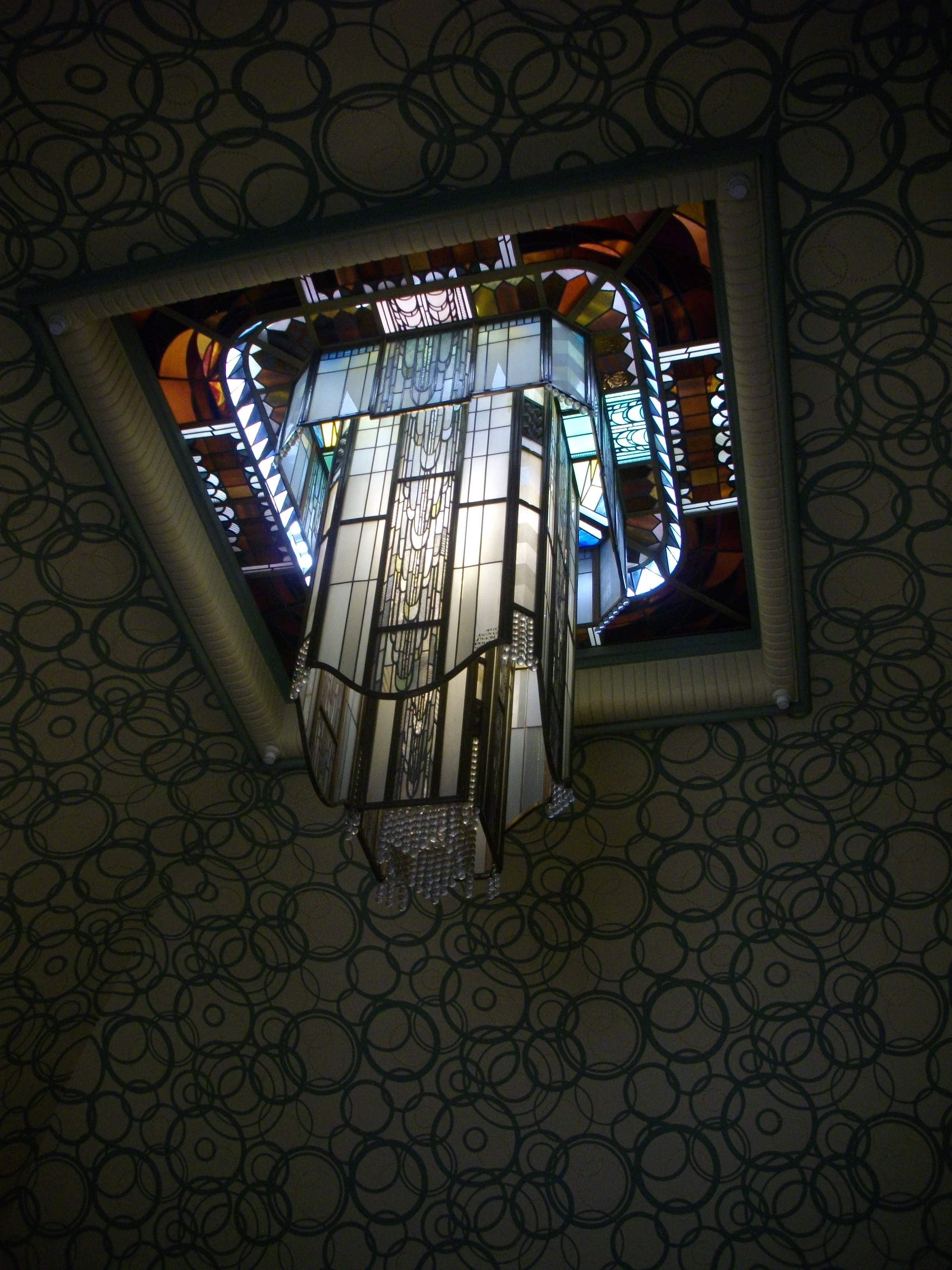
Verrière zénithale de Simon.